# Західний марксизм
Західний марксизм (нім. Westlicher Marxismus, англ. Western Marxism) — теоретичний рух в марксизмі, який зародився після Першої світової війни та сформувався як самостійна течія після Другої світової війни. Назву явищу в 1950-х роках надав Моріс Мерло-Понті.
Західний марксизм розвиває спадщину Маркса і Енгельса, традиційно критикуючи капіталістичну систему зліва, з іншого боку протистоїть радянській ленінській інтерпретації марксизму і так званому «реального соціалізму» в СРСР, а також Маоїзму в Китаї та країнах Третього Світу.
Засновниками прийнято вважати[ким?] Дьйордя Лукача, Карла Корша, Антоніо Грамші.
В рамках цього напрямку сформувалися дві основні традиції: діалектико-гуманістична та сцієнтистська.

## Діалектико-гуманістична традиція
«Діалектико-гуманістична» традиція пропонувала поставити людину в центр марксистської філософії. В даному випадку поєднуються розробки Маркса з «Економічно філософських рукописів 1844 року» і фрейдизм, екзистенціалізм, неогегельянство.
До даного напрямку входять:
- Франкфуртська школа (Теодор Адорно, Макс Горкгаймер, Лео Левенталь, Франц Леопольд Нейман, Юрген Габермас, Оскар Негт).
- Фрейдо-марксизм (Вільгельм Райх, Герберт Маркузе, Еріх Фромм).
- Екзистенціалістський марксизм (Жан-Поль Сартр, К. Касторіадіс, К. Лефор). Також ідеї, близькі до марксизму, розробляли Е. Фішер, А. Шафф, К. Косик, Ф. Марек. Серед робіт Сартра, присвячених цій тематиці, можна виділити «Проблеми методу» і «Критика діалектичного розуму». Сартр представляє практично діючого індивіда як джерело соціальної діалектики. Основний акцент в цьому напрямку робиться на людську суб'єктивність, проблеми відчуження (те, на що робив сильний наголос ранній Маркс), проблеми відновлення цілісності людини.
- Феноменологічний марксизм, що одержав поширення в основному в Італії та США (Енцо Пачі, П. Пікон). Енцо Пачі намагався поєднати Гуссерля з Марксом шляхом поєднання феноменології та марксизму. Роватті, Вігореллі розробляли проблематику людських потреб, революційного суб'єкта історії тощо.
- Марксистський історицизм — цього напряму дотримувалися послідовники Антоніо Грамші — Н. Баладоні, Л. Группі, Е. Серені. Виходячи з його розуміння філософії як «філософії практики», вони відкинули поділ марксистської філософії на діалектичний та історичний матеріалізм.
- Будапештська школа (А. Хеллер, М. Вайда, Д. Маркуш, Ф. Фехер) — послідовники ідей молодого Дьєрдя Лукача (зокрема, особливе значення має його робота «Історія та класова свідомість»), в якій діалектика представляється як взаємозв'язок і взаємоперехід об'єкта і суб'єкта, а на перше місце ставиться поняття суспільства як цілісності.
- Школа «Праксис», що склалася навколо однойменного югославського журналу, що виходив у Загребі (Г. Петрович, П. Враніцький, М. Кангрга, Р. Супек, М. Маркович, С. Стоянович). В основі їхніх робіт лежить поняття практики як фундаментального відношення між суб'єктом і об'єктом. Вони розробляли проблематику людини, а також намагалися впливати на систему самоврядування в Югославії.
- Ернст Блох (1885–1977) з його «філософією надії». Блох будує загальну концепцію розвитку світу, в якій суб'єкт і об'єкт спочатку злиті, потім розділяються, а потім возз'єднуються знову. Марксизм, за Блохом, це «конкретна утопія», що з'єднує передбачення майбутнього з можливістю його революційного створення.

## Сцієнтистський напрямок
«Сцієнтистський напрямок» пропонував підняти марксизм на високий науковий рівень, очистивши його від абстрактного філософування. Сюди належать:
- Луї Альтюсер і його послідовники (Етьєн Балібар, Д. Лекур, П. Реймон). Цю течію нерідко називають «структуралістським марксизмом» або «альтюсеріанством». Представники цього напряму вважають, що марксизм повинен виявляти свою специфіку як науки, звільняючись від філософії суб'єкта, від телеологічної гегелівської діалектики, від ідеології, від емпіризму. Висувається концепція «наддетермінаціі» — думка про те, що основне економічне протиріччя в суспільстві повинно вирішуватися за допомогою політики, ідеології тощо. Тому революція відбувається не там, де економічне протиріччя найбільш розвинене, а там, де на нього накладаються інші протиріччя.
- Ґальвано Делля Вольпе і його послідовники. Розглядаючи марксистське вчення про суспільство як конкретну науку. Делла Вольпе вважав, що науці необхідні певні абстракції, а філософія зводиться до загальної методології.
- Аналітичний марксизм (80-90-ті роки XX ст.) — Представники (Ерік Олін Райт, Дж. Коен, Дж. Елстер, Дж. Ремер та ін) — прагнули розвинути вчення про суспільство як науку на основі строгих сучасних методів. Розвиваються мікро- і макрорівневі підходи. На макрорівні запропоновано концепцію співвідношення продуктивних сил і виробничих відносин, базису і надбудови, на мікрорівні — дослідження поведінки індивідів. Ці дослідження проводилися за допомогою методів математичного моделювання, теорії ігор і т. д.
- Теорія залежного розвитку Андре Ґундера Франка, Теотоніу душ Сантуша, Руй Мауро Маріні, Родольфо Ставенхагена, Рауля Пребіша та інших.
- Світ-системний аналіз Іммануїла Валлерстайна, Андре Гундер Франка, Самір Аміна та інших.

## Першоджерела
- Ернст Блох. Дух утопії (1918).
- Ґеорґ Лукач. Історія та клясова свідомість (1923).
- Карл Корш. Марксизм і філософія (1923).
- Антоніо Ґрамші. В'язничні зошити (1929–1935).
- Вальтер Беньямін. Про поняття історії (1940).
- Герберт Маркузе. Розум і революція. Геґель і виникнення соціяльної теорії (1941).
- Теодор Адорно, Макс Горкгаймер. Діялєктика Просвітництва (1947).
- Ґальвано делля Вольпе. Критика смаку (1960).
- Жан-Поль Сартр. Критика діялєктичного розуму (1960).
- Луї Альтюсер. За Маркса (1965).
- Лучіо Коллетті. Ідеолоґія і суспільство (1968).
- Іштван Месарош. По той бік капіталу (1995).

### Твори «західних марксистів»
- Ґеорґ Лукач. Що таке ортодоксальний марксизм? (1919) [Архівовано 23 вересня 2011 у Wayback Machine.]
- Карл Корш. Марксизм і філософія (1923) [Архівовано 8 жовтня 2015 у Wayback Machine.]
- Антоніо Ґрамші. Деякі сторони південного питання (1926) [Архівовано 23 лютого 2015 у Wayback Machine.]
- Вальтер Беньямін. Про поняття історії (1940) [Архівовано 22 березня 2020 у Wayback Machine.]
- Макс Горкгаймер. Три помилки Маркса (1956-1958) [Архівовано 13 січня 2020 у Wayback Machine.]
- Луї Альтюссер. Марксизм і гуманізм (1963) [Архівовано 7 квітня 2015 у Wayback Machine.]
- Ґальвано делля Вольпе. Моралізм й утопізм Маркузе (1967) [Архівовано 31 травня 2019 у Wayback Machine.]
- Теодор Адорно. Актуальність філософії (1967) [Архівовано 13 січня 2020 у Wayback Machine.]
- Герберт Маркузе. Перегляд поняття революції (1968) [Архівовано 4 квітня 2015 у Wayback Machine.]
- Лючіо Коллєтті. Марксизм: наука чи революція? (1970) [Архівовано 31 травня 2019 у Wayback Machine.]
- Нікос Пуланзас. Нова дрібна буржуазія (1977) [Архівовано 29 травня 2019 у Wayback Machine.]
- Раймонд Вільямс. Ідеологія (1977) [Архівовано 22 березня 2020 у Wayback Machine.]
- Анрі Лєфевр. Формальна лоґіка і діялєктична лоґіка (1982) [Архівовано 22 березня 2020 у Wayback Machine.]
- Іштван Месарош. Альтернатива парляментаризму (2010) [Архівовано 7 квітня 2015 у Wayback Machine.]
- Етьєн Балібар. Марксизм і війна (2010) [Архівовано 16 березня 2015 у Wayback Machine.]

### Про «західний марксизм»
- Перри Андерсон. Размышления о западном марксизме (1976) [Архівовано 22 березня 2020 у Wayback Machine.](рос.)
- Ерік Гобсбаум. Ґрамші та політична теорія (1977)
- Джексон Ґарсія. Адорно про задоволення (2020)
- Володимир Єрмоленко. Персонажі Вальтера Беньяміна (2003)
- Роман Тиса. Біля витоків «західного марксизму»: Лукач, Корш, Ґрамші (2018) [Архівовано 29 травня 2019 у Wayback Machine.]
- Роман Тиса. Іштван Месарош і формаційна криза капіталізму (2020)
- Роман Тиса. Герберт Маркузе у пошуках революційного суб’єкту (2021)
- Роман Тиса. Луї Альтюссер: ідеолоґія і державні ідеолоґічні апарати (2021)